# Togok állomás
Togok (Dogok) állomás a szöuli metró 3-as és Szuin–Pundang (Suin–Bundang) vonalának állomása Szöul Kangnam-ku (Gangnam-gu) kerületében.

## Viszonylatok
| 3-as vonal                                        | 3-as vonal              | 3-as vonal                                                   |
| ------------------------------------------------- | ----------------------- | ------------------------------------------------------------ |
| Mebong (Maebong) Tehva (Daehwa) felé              | fő vonal                | Tecshi (Daechi) Ogum (Ogeum) felé                            |
| Szuin–Pundang (Suin–Bundang) vonal                |                         |                                                              |
| Hanthi (Hanti) Cshongnjangni (Cheongnyangni) felé | Pundang (Bundang) vonal | Kurjong (Guryeong) Incshon (Incheon) és Koszek (Kosaek) felé |